# Phaseolus pedicellatus
Phaseolus pedicellatus är en ärtväxtart som beskrevs av George Bentham. Phaseolus pedicellatus ingår i släktet bönor, och familjen ärtväxter. Inga underarter finns listade i Catalogue of Life.